# Одя (фильм)
«Одя» — документальный фильм 2003 года режиссёра Эдгара Бартенева.
Фильм выпущен на площадке Санкт-Петербургской студии документальных фильмов. Длительность фильма — 28 минут (формат 35 мм).

## Сюжет
Фильм рассказывает о народе коми, о деревне Коптюга на реке Вашка в республике Коми, где местные жители живут по традициям и верят в старинные предания.
Сюжет основан на одноимённом рассказе Дениса Осокина. Он вращается вокруг истории девушки по имени Одя, которую в детстве похитили «ворсы» — демоны леса. Жители деревни оставляли подношения духам, чтобы те её отпустили.
Три года спустя она вернулась. После возвращения ходили слухи, что она родила еловое полено, которое её отец сразу же сжёг, а вся деревня стала относиться к ней подозрительно и втихую обвинять в скорой смерти родителей.

## Съёмочная группа
- Продюсер: В.Тельнов
- Сценаристы: Д.Осокин, Э. Бартенев
- Режиссёр: Э. Бартенев
- Оператор: Н.Волков
- Композитор: А.Журавлёв
- Звук: Э.Малиев / И. Гусаков

## Награды
- Демонстрировался в программе «Двухнедельник режиссёров» 56-го Каннского фестиваля.[2]
- 2003 — Приз за лучшую операторскую работу на МКФ в Клермон-Ферране (Clermont-Ferrand).[3]
- 2004 — Приз за операторское мастерство на XV фестивале документального кино «Россия», Екатеринбург.[4]